# MaK 1000 D
Die MaK 1000 D ist eine vierachsige dieselhydraulische Lokomotive des Herstellers Maschinenbau Kiel, die für den schweren Rangier- und mittleren Streckendienst konzipiert ist. Sie wurde im Zusammenhang mit der MaK 1200 D gebaut und war die leistungsschwächere Version von beiden Lokomotivtypen. Die Loks sind im deutschen Fahrzeugeinstellungsregister nicht gelistet.

## Entwicklung
Als Weiterentwicklung der MaK 850 D entstand diese Lokomotive ab 1955 bei MaK in Kiel. Die ersten Lokomotiven der Serie wurden nach Kuba geliefert, die dort sogar für den Einsatz vor Schnellzügen vorgesehen waren.
Die restlichen der 21 Lokomotiven wurden bevorzugt an größere Betriebe oder größere Privatbahnen wie die Osthannoverschen Eisenbahnen (OHE) und die Westfälische Landes-Eisenbahn (WLE) ausgeliefert. Die Lokomotiven zählen zur ersten Generation von MaK- bzw. Vossloh-Loks. Sie besitzen eine Kraftübertragung mit Kuppelstangen. Durch das Bezeichnungsschema wird das Leistungsprogramm (in etwa die Motorleistung in PS) und die Achsfolge zum Ausdruck gebracht.

## Technik
Die Lokomotiven entsprachen noch der Bauart der Vorkriegslokomotiven; Vorbaulokomotiven und Fahrwerk mit Stangenantrieb. Die Aufbauten wurden zur Rundumsicht des Lokpersonals verbessert ausgeführt. Gegenüber den ersten Lokomotiven der Generation haben die MaK 1000 D Führerhäuser mit Sonnenschutzdächern erhalten. Der Lokführeraufstieg erfolgte über Rangiertritt und Umlauf auf der Stirnseite des Führerstandes.
Der Antrieb erfolgte durch einen langsamlaufenden Achtzylinder-Viertakt-Dieselmotor der MaK mit hydraulischem Getriebe von Voith. Der Motor erbrachte seine Mehrleistung gegenüber der MaK 850 D durch die Verwendung eines Turboladers. Die Kraftübertragung erfolgte durch Treibstangen. Um den erforderlichen Kurvenradius zu erzielen, wurden die äußeren beiden Antriebsachsen mit Beugniot-Hebel miteinander verbunden. Die Lokomotiven dieser Bauserie besaßen keinen Rangiergang.

## Einsatz
Die erste Lokomotive der Serie war eine Vorführlok der MaK und wurde an die OHE vermietet. Dort war sie bis 1979 im Einsatz, wurde dann ausgemustert und 1984 verschrottet.
Die nächsten acht Lokomotiven wurden nach Kuba geliefert. Über deren weitere Schicksal gibt es keine Angaben. Weitere Lokomotiven wurden an deutsche Privatbahnen wie die OHE, Farge-Vegesacker Eisenbahn, Bentheimer Eisenbahn, Dortmunder Eisenbahn, Teutoburger Wald-Eisenbahn, Braunschweigische Landes-Eisenbahn-Gesellschaft, WLE und die Niederrheinischen Verkehrsbetriebe verkauft.
Zwischen 1955 und 1963 wurden für neun verschiedene Kunden insgesamt 25 Lokomotiven des Typs gebaut. Einige Lokomotiven wurden verschrottet, die Mehrzahl wurde in das Ausland verkauft. Die Lokomotive mit der Fabriknummer 1000012/1959 ist erhalten geblieben. Sie war versuchsweise für eine Höchstgeschwindigkeit von 92 km/h ausgelegt und bei mehreren Privatbahnen eingesetzt. Später wurde sie mit einem neuen Motor mit 850 PS Leistung mit modifizierter Steuerung versehen. Deshalb ist die Lok gelegentlich als MaK 850 D zu finden. Sie ist 1991 an den Verein Verkehrsamateure und Museumsbahn verkauft worden.